# トンガの国王
トンガの国王（トンガのこくおう、英語: King of Tonga）は、トンガ王国の元首たる君主である。

## 概要
主に儀礼的な権限のみを行い、権限を行使する際は首相の助言に従う。2024年2月に第6代国王トゥポウ6世がシャオシ・ソヴァレニ首相の国防大臣（兼任）への任命、またフェキタモエロア・ウトイカマヌを外務大臣兼観光大臣に任命することの同意を取り消し、事実上の更迭を行おうとした（3日後に内閣が決定を違憲として受け入れを拒否）際には国王が憲法上どこまで政治的な機能を有しているのかという議論を引き起こした。

## 国王の一覧
| 代  | 国王（女王）                                    | 国王（女王） | 出身家     | 在位期間                       | 在位期間     | 備考                              |
| --- | ----------------------------------------------- | ------------ | ---------- | ------------------------------ | ------------ | --------------------------------- |
| 001 | ジョージ・トゥポウ1世 George Tupou I            |              | トゥポウ家 | 1845年12月4日 - 1893年2月18日  | 47年 + 76日  |                                   |
| 002 | ジョージ・トゥポウ2世 George Tupou II           |              | トゥポウ家 | 1893年2月18日 - 1918年4月5日   | 25年 + 46日  |                                   |
| 003 | サローテ・トゥポウ3世 Sālote Tupou III          |              | トゥポウ家 | 1918年4月5日 - 1965年12月16日  | 47年 + 255日 | トゥポウ2世の王女                 |
| 004 | タウファアハウ・トゥポウ4世 Tāufaʻāhau Tupou IV |              | トゥポウ家 | 1965年12月16日 - 2006年9月10日 | 40年 + 268日 | トゥポウ3世の子                   |
| 005 | ジョージ・トゥポウ5世 George Tupou V            |              | トゥポウ家 | 2006年9月11日 - 2012年3月18日  | 5年 + 189日  | トゥポウ4世の長男                 |
| 006 | トゥポウ6世 Tupou VI                            |              | トゥポウ家 | 2012年3月18日 - （在位）       | 12年 + 359日 | トゥポウ4世の三男 トゥポウ5世の弟 |